# Miéna
Miéna is een gemeente (commune) in de regio Sikasso in Mali. De gemeente telt 13.000 inwoners (2009).
De gemeente bestaat uit de volgende plaatsen:
- M'Pèbougoula
- Miéna
- N'Tjéguéla
- Sintéla